# 第45回全日本大学サッカー選手権大会
第45回全日本大学サッカー選手権大会は1996年11月30日から12月8日にかけて開催された全日本大学サッカー選手権大会である。国士舘大学が14年ぶり2回目の優勝を果たした。

## 概要
9地域の代表15校と総理大臣杯全日本大学サッカートーナメント優勝校が参加した。

### 大会日程
- 1996年11月30日 - 1回戦
- 1996年12月1日 - 準々決勝
- 1996年12月6日 - 準決勝
- 1996年12月8日 - 決勝

### 開催競技場
- 国立競技場（決勝）
- 西が丘サッカー場（1回戦・準々決勝・準決勝）
- 駒沢競技場（準々決勝）
- 江戸川区陸上競技場（1回戦）
- 夢の島陸上競技場（1回戦）
- 町田市立陸上競技場（1回戦）

## 出場大学
- 順天堂大学（総理大臣杯優勝・3年ぶり10回目）
- 札幌大学（北海道代表・9年連続27回目）
- 仙台大学（東北代表・2年ぶり15回目）
- 早稲田大学（関東第1代表・7年連続25回目）
- 国士舘大学（関東第2代表・2年連続12回目）
- 駒澤大学（関東第3代表・3年連続3回目）
- 中央大学（関東第5代表・5年連続19回目）
- 金沢経済大学（北信越代表・初）
- 静岡大学（東海代表・2年連続3回目）
- 阪南大学（関西第1代表・3年連続3回目）
- 関西大学（関西第2代表・2年ぶり7回目）
- 天理大学（関西第3代表・4年ぶり3回目）
- 広島大学（中国代表・4年連続11回目）
- 高知大学（四国代表・3年連続12回目）
- 鹿屋体育大学（九州第1代表・7年連続8回目）
- 沖縄国際大学（九州第2代表・初）

## 試合日程・結果

### 1回戦
| 1996年11月30日 |

| 早稲田大学        | 4 - 0 | 広島大学 |
| 外池2 , · 友近2 , |       |          |

| 西が丘サッカー場 |

| 1996年11月30日 |

| 天理大学 | 0 - 1 | 順天堂大学 |
|          |       | 川口 (PK)  |

| 西が丘サッカー場 |

| 1996年11月30日 |

| 鹿屋体育大学 | 0 - 2 | 静岡大学          |
|              |       | 大久保貴 · 大川井 |

| 江戸川区陸上競技場 |

| 1996年11月30日 |

| 高知大学                       | 5 - 0 | 阪南大学 |
| 吉村 · 河野2 (2PK) , · 細川2 , |       |          |

| 江戸川区陸上競技場 |

| 1996年11月30日 |

| 駒澤大学                  | 4 - 0 | 札幌大学 |
| 山田 · 小池 · 小林 · 高山 |       |          |

| 夢の島陸上競技場 |

| 1996年11月30日 |

| 沖縄国際大学 | 1 - 4 | 仙台大学                         |
| 田代 後44分  |       | 高田 · 土橋 (PK) · 鈴木 · 伊藤壇 |

| 夢の島陸上競技場 |

| 1996年11月30日 |

| 関西大学    | 2 - 1 延長 | 中央大学 |
| 栄井 · 松屋 |            | 平本     |

| 町田市立陸上競技場 |

| 1996年11月30日 |

| 金沢経済大学 | 1 - 4 | 国士舘大学                  |
| 赤丸         |       | 浦田 · 宮下 · 熱田 · 鏑木享 |

| 町田市立陸上競技場 |

### 準々決勝
| 1996年12月1日 |

| 早稲田大学     | 3 - 0 | 順天堂大学 |
| 外池 · 友近2 , |       |            |

| 西が丘サッカー場 |

| 1996年12月1日 |

| 静岡大学 | 1 - 3 | 高知大学           |
| 渡辺     |       | 細川 · 吉村 · 相良 |

| 西が丘サッカー場 |

| 1996年12月1日 |

| 駒澤大学  | 1 - 0 | 仙台大学 |
| 山田 (PK) |       |          |

| 駒沢競技場 |

| 1996年12月1日 |

| 関西大学 | 1 - 4 | 国士舘大学                          |
| 山下     |       | 鏑木享 · 月城 · 熱田 · オウンゴール |

| 駒沢競技場 |

### 準決勝
| 1996年12月6日 |

| 早稲田大学                     | 5 - 0 | 高知大学 |
| 友近2 , · 高田 · 太田 · 須賀井 |       |          |

| 西が丘サッカー場 |

| 1996年12月6日 |

| 駒澤大学 | 1 - 2 | 国士舘大学         |
| 杉山     |       | 浦田 · 浦田 後30分 |

| 西が丘サッカー場 |

### 決勝
| 1996年12月8日 |

| 早稲田大学  | 1 - 2 延長 | 国士舘大学                   |
| 友近 前27分 |            | 浦田 前23分 · 鏑木享 延前5分 |

| 国立競技場 |

## 最終結果
| 第45回全日本大学サッカー選手権大会 優勝チーム |
| --------------------------------------------- |
| 国士舘大学 14年ぶり2回目                      |

### 表彰

#### 最優秀選手賞
- 浦田尚希（国士舘大学）

#### 優秀選手賞
- ベストGK: 鏑木豪（国士舘大学）
- ベストDF: 佐藤尽（国士舘大学）
- ベストMF: 今野章（国士舘大学）
- ベストFW: 友近聡朗（早稲田大学）

## 主な出場選手
- 伊藤壇（仙台大学）
- 外池大亮（早稲田大学）
- 友近聡朗（早稲田大学）
- 鏑木豪（国士舘大学）
- 佐藤尽（国士舘大学）
- 金沢浄（国士舘大学）
- 佐伯直哉（国士舘大学）
- 熱田眞（国士舘大学）
- 今野章（国士舘大学）
- 浦田尚希（国士舘大学）
- 山田卓也（駒澤大学）
- 米山篤志（駒澤大学）
- 三上和良（駒澤大学）
- 小林慶行（駒澤大学）
- 盛田剛平（駒澤大学）
- 川口信男（順天堂大学）
- 阿江孝一（中央大学）
- 金晃正（阪南大学）
- 栄井健太郎（関西大学）